# Bresinchen

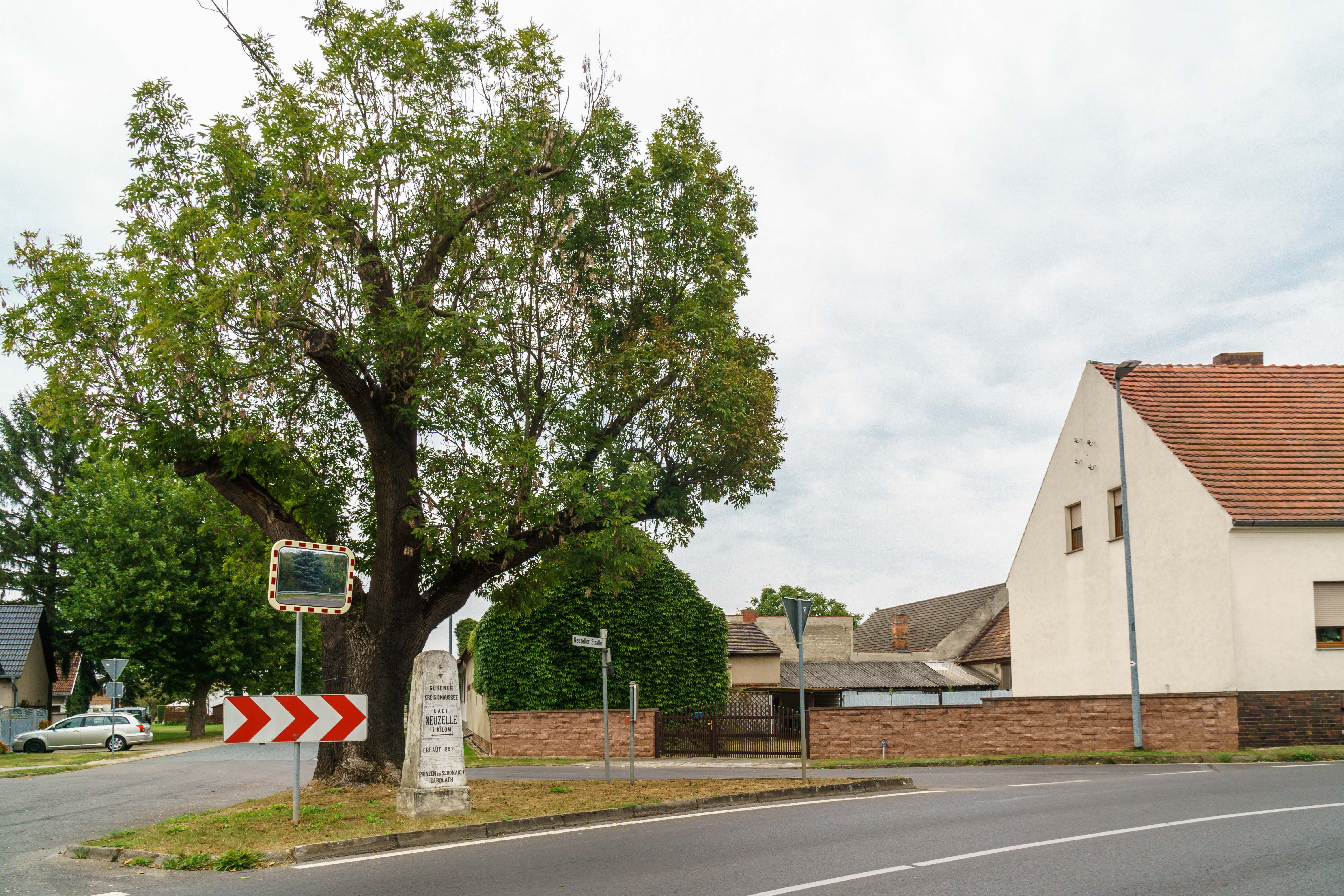
Bresinchen

Bresinchen (niedersorbisch Brjazynka) ist ein Ortsteil der Stadt Guben im Landkreis Spree-Neiße in Brandenburg.

## Lage
Bresinchen liegt in der Niederlausitz unmittelbar an der Grenze zu Polen. Die Stadt Guben ist etwa sieben Kilometer entfernt. Umliegende Ortschaften sind die bereits im Landkreis Oder-Spree liegenden Dörfer Steinsdorf (Gemeinde Neuzelle) im Norden und Coschen (Gemeinde Neißemünde) im Nordosten, das bereits in Polen liegende Budoradz im Osten, Groß Breesen im Süden sowie die zur Gemeinde Schenkendöbern gehörenden Ortsteile Grano im Südwesten, Lauschütz im Westen sowie Sembten im Nordwesten. Östlich von Bresinchen fließt die Lausitzer Neiße.
Bresinchen liegt an der Landesstraße 7148 nach Guben. Die Bundesstraße 112 nach Frankfurt (Oder) verläuft unmittelbar nördlich des Dorfes. Durch Bresinchen verläuft die Bahnstrecke Frankfurt (Oder)–Cottbus.

## Geschichte
Das Dorf Bresinchen wurde erstmals am 30. November 1370 als „Brezin minor“ als Gut des Klosters Neuzelle mit damals vier Hufen urkundlich erwähnt. In der Nähe der Straße nach Neuzelle wurden später bronzezeitliche Scherben gefunden, die auf eine frühe Besiedelung des Gebietes hindeuten. Der Ortsname entwickelte sich über „Wenigen Bresen“ im Jahr 1411 über „Kleynen Bresen“ im Jahr 1490 zu „Bresinichen“ im Jahr 1640 und später zum heutigen Bresinchen. Der Name stammt aus der sorbischen Sprache und bedeutet „Ort im Birkenwald“. Während des Dreißigjährigen Krieges fielen am 24. März 1637 kaiserlich-schwedische Truppen in das Dorf ein. Durch den Krieg ging die Bevölkerung im Ort stark zurück, nach Kriegsende hatten viele Menschen in Bresinchen mit Armut zu kämpfen. Bis ins Jahr 1712 war Bresinchen von der Adelsfamilie Bomsdorff belehnt. Danach wurde das Dorf an das Kloster Neuzelle verkauft. Als Folge der Säkularisation wurde das Kloster Neuzelle am 25. Februar 1817 aufgehoben und in das Rentamt Neuzelle umgewandelt, zu dem Bresinchen nun gehörte.
Im Jahr 1846 wurde in der Nähe Bresinchens die Bahnstrecke Guben–Frankfurt (Oder) erbaut und in Betrieb genommen. 1869 wurde in der Umgebung mit dem Kiesabbau begonnen, dieser wurde unter anderem zur Errichtung von Bahnübergängen genutzt. Während des Zweiten Weltkrieges wurde Bresinchen am 24. April 1945 von der 33. Armee der Belorussischen Front besetzt. Während der Bodenreform in den Jahren 1945 bis 1949 wurde das Gut Bresinchen aufgelöst und die 28 Hektar Ackerland und Wald der Domäne Steinsdorf und des Rittergutes Groß Breesen an 24 landarme Bauern aufgeteilt. 1964 wurde für die Kiesgrube der Volkseigene Betrieb „Zuschlagstoffe Frankfurt (Oder), Betriebsteil Kieswerk Coschen, Grube Bresinchen“ gegründet. Die Kiesgrube wurde später stillgelegt und ab 1975 als Badesee genutzt.
Bresinchen lag seit jeher im Königreich Preußen, zwischen 1816 und 1945 war der Ort dort Teil des Regierungsbezirkes Frankfurt in der Teilprovinz Neumark. Innerhalb des Regierungsbezirkes wurde Bresinchen vom Amtsbezirk Groß Breesen verwaltet. Zur Zeit der Sowjetischen Besatzungszone lag Bresinchen zwei Jahre im Landkreis Frankfurt (Oder). Am 25. Juli 1952 wurde Bresinchen dem neu gebildeten Kreis Guben im Bezirk Cottbus zugeordnet. Nach der Wende lag die Gemeinde zunächst im Landkreis Guben und wurde mit der brandenburgischen Kreisreform vom 6. Dezember 1993 dem Landkreis Spree-Neiße zugeordnet. Zeitgleich wurde Bresinchen zusammen mit den bis dahin ebenfalls eigenständigen Gemeinden Deulowitz und Schlagsdorf in die Stadt Guben eingemeindet.
Bresinchen ist Teil der Kirchengemeinde Groß Breesen. Diese gehört zur Pfarrei Guben, welche seit dem 1. September 2004 dem Dekanat Cottbus-Neuzelle untergeordnet ist und zur Evangelischen Kirche Berlin-Brandenburg-schlesische Oberlausitz gehört.

## Bevölkerungsentwicklung
| 1875 | 156 | 1939 | 132 | 1981 | 114 |
| 1890 | 169 | 1946 | 212 | 1985 | 115 |
| 1910 | 150 | 1950 | 212 | 1989 | 141 |
| 1925 | 146 | 1964 | 169 | 1992 | 148 |
| 1933 | 143 | 1971 | 154 |      |     |